# 津沽县
津沽县，中国旧县名。冀中抗日根据地设。
1945年9月，由天津市津沽一带析置津沽县，下设6个区，地处三、四、五、六区。1946年撤销，仍并入天津县。津沽县与津南县合并，称津南县，下设9个区。